# 너티 퍼티 동굴
너티 퍼티 동굴(영어: Nutty Putty Cave)은 미국 유타주 유타군 유타호 서쪽에 위치한 온수 동굴이다. 이 동굴은 좁은 통로로 유명하며, 아마추어 및 프로 동굴 탐험가 모두에게 인기가 있었다. 2009년에 사고가 발생한 후 폐쇄되었다.

## 2009년 사고
2009년 11월 24일, 26세 남자인 존 에드워드 존스(John Edward Jones)가 27~28시간 동안 동굴에 갇힌 후 사망했다.
존스와 다른 세 명은 "버스 캐널"을 찾아 동굴로 들어갔다. 버스 캐널은 좁지만 항해가 가능한 통로다. 존스는 자신이 버스 캐널이라고 착각하여 지도에 표시되지 않은 길로 들어갔으며, 결국 거꾸로 끼었다. 대규모 구조대가 그를 구조하려고 하였다. 구조대원들은 그를 구출하기 위해 정교한 로프를 설치했지만, 로프가 무리하게 작동하면서 고장이 나 존스는 다시 구멍으로 빠졌다. 존스는 결국 거꾸로 된 압박 자세로 인해 몇 시간 동안 몸에 무리가 가서 심장마비로 사망했다.
구조대는 그의 시신을 수습하는 것은 너무 위험할 것이라고 결론지었다. 토지 소유자와 존스의 가족은 동굴을 영구히 폐쇄하고 시신을 내부에 봉인하여 존스를 추모하는 데 합의했다. 폭발물을 사용하여 존스의 시신 근처 천장을 무너뜨리고, 더 이상 접근하지 못하도록 입구 구멍을 콘크리트로 채웠다.